# Ermita mozárabe de la Virgen de la Cabeza
El conjunto mozárabe de la Virgen de la Cabeza de Ronda, en Málaga. Es también conocido como cuevas de San Antón.

## Historia
Tras la conquista musulmana de la península ibérica en el año 711, muchas de las comunidades hispano-godas siguieron ocupando la tierra de sus ancestros manteniendo sus creencias y sus costumbres.
Se divide en tres áreas o zonas. La primera, que está dedicada al culto, la segunda, que era el lugar donde ejercían su vida los religiosos, y una tercera, destinada al almacenamiento de alimentos. 
En sus inicios, era el lugar de culto de la comunidad de monjes, aproximadamente hasta el siglo XVIII, fecha en que la ermita entró en periodo de abandono.
Gracias a la intervención de la hermandad de la Virgen de la Cabeza, vuelve el uso religioso de esta ermita, siendo culminado con la restauración por parte del Ayuntamiento de Ronda del citado conjunto.